# Relata refero
Relata refero ist eine lateinische Wendung und bedeutet „Berichtetes berichte ich“, sinngemäß heißt das so viel wie „Ich gebe (nur) Gehörtes wieder“ oder „Ich weiß das (nur) vom Hörensagen“ (ohne die Wahrheit zu verbürgen). Auch die Vergangenheitsform relata retuli (auch relata rettuli) wird verwendet.
Die Wendung wird eingesetzt, um klarzustellen, dass man selbst den wiedergegebenen Sachverhalt nicht inhaltlich beurteilen kann, da man ihn nur vom Hörensagen kennt. Sie geht auf den griechischen Historiker Herodot zurück (Historien 7,152 u. ö.), der bei der Wiedergabe von Informationen, für deren Wahrheitsgehalt er sich nicht persönlich verbürgen konnte oder deren exakte Quelle er verschweigen zu müssen glaubte, anmerkte, er gebe nur Dinge wieder, die er von anderen gehört hatte. Im Altgriechischen lautet der Ausdruck λέγειν τὰ λεγόμενα (legein ta legomena). Die Herkunft der lateinischen Fassung ist nicht nachweisbar.
Sowohl im griechischen Original wie auch in der lateinischen Form und in der wörtlichen deutschen Übersetzung handelt es sich bei dem Ausdruck um eine Zwillingsformel, die durch die wiederholende Stilfigur des Polyptotons gekennzeichnet ist.
Relata refero war auch das Motto der Frankfurter Postzeitung, einer der ersten Zeitungen Europas, die um 1615 in Frankfurt am Main gegründet wurde. Die Wahl dieses Mottos spiegelt den Umstand wider, dass sich in der Anfangszeit der Presse die Herausgeber als bloße Verteiler von kuriosen Neuigkeiten und ungesicherten Nachrichten verstanden und eine Haftung für die Richtigkeit ihrer Meldungen ebenso ablehnten wie die Angabe von Informationsquellen. In diesem Kontext hat sich der noch heute im Journalismus übliche Informantenschutz entwickelt.